# 에레사우루스

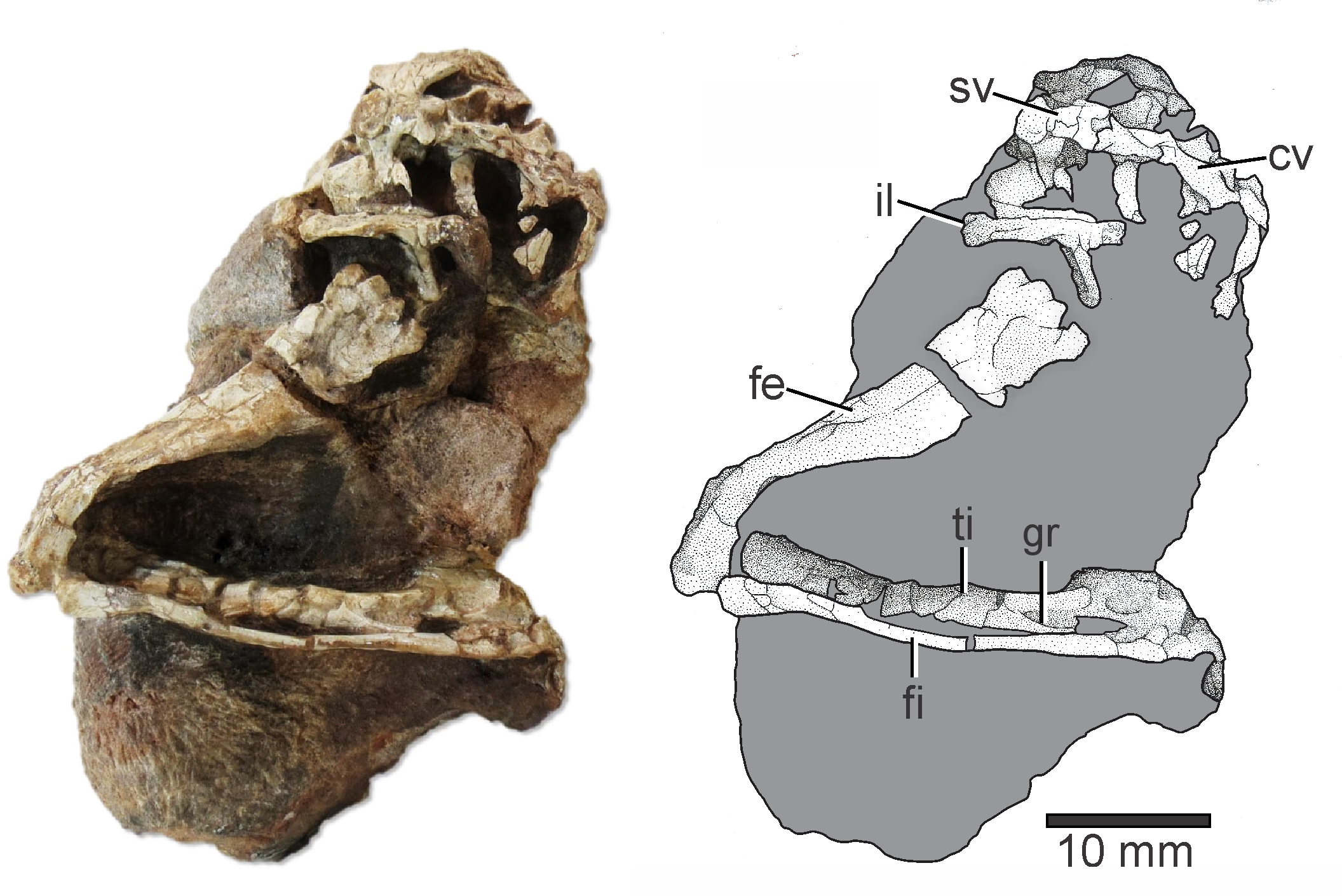

에레사우루스(Elessaurus gondwanoccidens)는 지배파충하강 에레사우루스과에 속하는 도마뱀이다. 지금은 멸종된 종으로서 전체적인 몸길이가 3~5m인 거대한 지배파충류에 속한다.

## 특징
에레사우루스의 두 번째 천골의 천골 늑골은 장골과의 접촉을 향해 분기한다. 이 천골 늑골의 대부분은 장골과 넓은 연관성을 가지고 있지만 장골의 뒤쪽에는 뾰족한 돌기가 뒤로 보내진다. 이러한 특성은 마크로크네무스와 유사하지만 다른 타니스트롭헤이드와는 달리 이들 중 다수는 분기성 천골 늑골을 가지고 있지 않다. 반면에 카우달(꼬리) 척추뼈는 앞뒤로 돌출되는 횡적 공정을 소유한다는 점에서 타니스트라헬로스, 제사이로사우르스를 닮았다. 장골은 직선적이고 칼날처럼 생긴 위쪽 가장자리, 뚜렷한 후두정, 짧지만 뚜렷한 전두정도를 가지고 있다. 대퇴골은 가늘고 S자형이며 마크로크네무스나 아우구스타부리아니아와 비슷하다.대퇴골두부는 축대보다 뚜렷하게 넓지 않고 그 가오도팔목 부착능선은 네 번째 트로찬터(대공룡류 속에 존재하는 도마뱀이나 기저대공룡류 등)가 아닌 내부 트로찬터(도마뱀이나 기저대공룡류 등)의 형태다.대퇴골은 무릎 가까이에서 약간 넓어지는데, 여기서 뚜렷한 콘딜이 한 쌍 있다. 경골과 피볼라는 대퇴골보다 약 20% 길며, 이 특징은 매크로크네무스 뿐만 아니라 아베메타리아 대룡( 익룡이나 초기 공룡과 같은)에서도 관찰된다. 경골은 프로테로샹시드처럼 발목 부근의 바깥 표면에 홈이 있을 수 있지만 이것은 오히려 찌그러진 뼈의 영역일 수도 있다. 섬유는 얇고 무릎 근처의 장골근육을 위한 손잡이가 있다. 발은 비대칭이며 네 번째 메타타르탈은 대부분의 비공룡류, 비탄니스트로피드 아크로모형과 마찬가지로 발에서 가장 긴 뼈다귀가 된다.또한 대부분의 초기 대퇴골과 마찬가지로, 다섯 번째 메타타르살은 짧고 갈고리 모양의 L자형 뼈다.타르수스는 6개의 뼈를 가지고 있다. 아스트라갈루스, 칼카네움, 원위 타르살 I, III, IV, 그리고 중앙이다. 이 상황은 마크로크네무스 바산니치와 비탄니스트로피드, 비아공룡류 아크로모프 형상을 반영한다. 아스트라갈루스와 석회 사이의 봉합에는 포아멘(구멍)이 없다.석회질의 바깥 표면은 석회결절로 알려진 팽창이 있다.석회결절은 대공룡과 일부 알로코토사우루스, 그리고 적어도 한 마리의 타니스트로피드, 타니트라헬로스에도 알려져 있다. 에레사우루스는 단일 홀로타입 표본인 UFSM 11471에서 알려져 있는데, UFSM 11471은 대부분의 다리가 고관절 부분과 꼬리 밑부분과 연결되어 있다. 현지의 기준으로는 상당히 완벽함에도 불구하고, 표본의 많은 뼈들은 납작해지거나 조각이 나 있다. UFSM 11471은 브라질 리오그란데두술에 있는 상가두 카브랄 포메이션의 외곽인 비카 상투메 사이트에서 수집되었다. 프로콜로폰의 존재를 바탕으로 상가도 카브랄 포메이션은 나이가 얼리 트라이아스기(유단올레네키안)가 유력하다. 에레사우루스의 총칭은 "Eleasar"라는 단어에서 유래되었다. 이런 단어는 J.R.R. 톨킨이 그의 중간 지구 시리즈에서 요정들을 위해 발명한 가상의 언어인 Quenya에서 유래되었다.그것은 "엘프스톤"으로 번역되었고 아라곤으로 더 잘 알려진 인물의 많은 이름들 중 하나이다. 아라곤의 또 다른 이름은 "긴상아리"로, 특징적으로 긴 정강이뼈를 가진 에레사우루스와의 연관성을 정당화한다. 구체적인 명칭은 현재 남아메리카인 얼리 트라이아스기 세계의 지역인 "웨스턴 곤드와나"로 번역된다. 에레사우루스가 타니스트로피이드의 친척이라고 가정하면 그것은 그 특이한 아크로모프 그룹의 초기 기원을 밝혀줄지도 모른다.진정한 타니스트로피드는 지금의 유럽과 중국에서 처음 나타났지만 당시 이 지역들은 고대 테티스 대양의 여백을 따라 판게아의 북쪽 지역이었다. 이 단체의 최고령 합의 멤버들은 러시아(아우구스타부리아니아)와 독일(아모토사우루스)에 살았다. 그러나 최근 상가도 카브랄 형성의 얼리 트라이아스 경추(목)가 발견된 것은 타니스트롭헤이드가 북쪽에서 일반화되기 시작한 것과 비슷한 시기에 남부 판게아에 존재했음을 시사한다. 에레사우루스가 일반적인 도마뱀들과 같은 동물이라는 결정적인 증거는 없지만 이것이 사실이 아니라고 해도 태니스트로피드들과 그들의 친척들이 그들의 북쪽 다양성과 경쟁하는 초기의 남쪽 다양성을 가졌다는 가설을 여전히 뒷받침할 수 있을 것이다. 타니스트로피드가 라우라시아(북판게아)가 아닌 곤드와나(남판게아)에서 유래했을 가능성도 시사한다. 분류학적으로 본다면 에레사우루스(Elessaurus)는 브라질의 초기 트라이아스기(Early Triagica)에서 멸종한 대왕모형의 속이다. 그것은  에레사우루스 곤드와노키덴스라는 단일 종을 포함하고 있다. 그것은 기저 대퇴골형, 특히 마크로크네무스와 같은 기저 태니스트로피이드에 공통되는 다양한 특징을 가지고 있었다. 그러나 에레사우루스가 특히 타니스트로피이드의 가까운 친척이었는지는 확실하지 않으며 대신 다른 주요 대퇴골 쇄골에 더 가까울 수도 있다. 속명은 J.R.R. 톨킨의 반지의 제왕 3부작에서 아라곤이라는 등장인물의 대체 이름인 "Elessar"를 가리킨다. 디올리베이라 외의 연구진(2020년)은 앞서 프리처드 외 연구진(2018년)이 작성한 계통생성학적 분석에 이를 첨가해 에리스타우루스의 친화력을 시험했다. 그것은 이 첫 번째 추가에서 타니스트로페아과의 자매 택시로 해결되었다. 그 후 저자들은 이전의 연구들이 타니스트로페이와 가깝거나 그 안에 있을 수 있다고 제안했기 때문에 제사로사우루스와 디노세팔로사우루스를 분석에 추가했다. 그러나 그 결과 클라도그램은 그 두 개의 택사를 다른 모든 아크로모프와는 별개의 쇄도에 함께 배치했다.그들의 추가는 아르코사우로모르파의 나머지 부분에 여러 가지 영향을 미쳤다. 라이언초룡의 구조는 불안정해졌고 에레사우루스는 동등하게 패러모닉한 다양한 위치를 차지하고 있는 것으로 밝혀졌다. 이것들은 기초 라이언초룡, 기초 대공룡, 또는 알로코토룡과 대공룡에 가까운 독립된 나뭇가지로서의 위치를 포함한다. 양턱에는 총 15개~25개의 삼각형 모양의 세렝된 이빨을 가지고 있다. 먹이로는 당대에 서식했던 작은 동물, 절지동물, 공룡의 알을 주로 먹고 살았을 육식성의 도마뱀으로 추정되는 종이다.

## 생존시기와 서식지와 화석의 발견
에레사우루스가 생존했던 시기는 중생대의 트라이아스기 초기로서 지금으로부터 2억 4500만년전~2억 2000만년에 생존했던 종이다. 생존했던 시기에는 남아메리카를 중심으로 하는 산맥의 열대우림에서 주로 서식했던 종이다. 화석의 발견은 2020년에 브라질의 트라이아스기에 형성된 지층에서 브라질의 고생물학자들에 의하여 처음으로 화석이 발견되어 새롭게 명명된 종이다.

## 같이 보기
- 파충류
- 중생대
- 트라이아스기
- 도마뱀
- 화석